# Катастрофа Boeing 727 під Мараватіо
Катастрофа Boeing 727 під Мараватіо — велика авіаційна катастрофа, що сталася в понеділок 31 березня 1986 року в горах східна Сьєрра-Мадре на околицях Мараватіо (Мексика). Пасажирський авіалайнер Boeing 727-264-Advanced мексиканської авіакомпанії Mexicana de Aviación здійснював рейс MX940 за маршрутом Мехіко—Пуерто-Вальярта—Масатлан—Лос-Анджелес, але через 15 хвилин після вильоту з аеропорту Мехіко літак спалахнув, розвалився на дві частини і врізався в гору Ель-Карбон, в результаті чого, загинули всі 167 осіб, що знаходились на борту (159 пасажирів і 8 членів екіпажу).
Це найбільша авіакатастрофа на території Мексики та в історії авіакомпанії Mexicana. Вона вдвічі перевершує іншу катастрофу Boeing 727, що відбулася 4 червня 1969 року під Монтерреєм (79 загиблих). Катастрофа рейсу 704 під Монтереєм на момент подій (1969 рік) була найбільшою в історії Мексики. Також це найбільша катастрофа в історії Boeing 727.